# Dyskografia Paula Walla
Poniżej przedstawiona jest dyskografia amerykańskiego rapera Paula Walla.

## Dyskografia

### Albumy studyjne
| Rok  | Informacje o albumie                                                                           | Pozycja | Pozycja | Pozycja | Certyfikacje  |
| Rok  | Informacje o albumie                                                                           | US 200  | US R&B  | US Rap  | Certyfikacje  |
| ---- | ---------------------------------------------------------------------------------------------- | ------- | ------- | ------- | ------------- |
| 2005 | The Peoples Champ - Data wydania: 20 września, 2005 - Wytwórnia: Swishahouse/Asylum/Atlantic   | 1       | 1       | 1       | - US: Platyna |
| 2007 | Get Money, Stay True - Data wydania: 3 kwietnia, 2007 - Wytwórnia: Swishahouse/Asylum/Atlantic | 8       | 2       | 1       |               |
| 2009 | The Fast Life - Data wydania: 12 maja, 2009 - Wytwórnia: Swishahouse/Asylum                    | 15      | 6       | 4       |               |
| 2010 | Heart of a Champion - Data wydania: 13 lipca, 2010 - Wytwórnia: Swishahouse/Asylum             | 58      | 11      | 6       |               |

### Niezależne
- - Chick Magnet
  - Data wydania: 24 lutego, 2004
  - Wytwórnia: Paid In Full Records
  - U.S. sprzedaż: 60.000

### Albumy wspólne
- Get Ya Mind Correct
  - Z: Chamillionaire
  - Data wydania: 25 czerwca, 2002
  - U.S. sprzedaż: 150.000
  - Single: „N Luv Wit My Money"

- Controversy Sells
  - Z: Chamillionaire
  - Data wydania: 25 stycznia, 2005
  - U.S. sprzedaż: 20.000

## Single

### Solo
| Rok  | Utwór                                        | U.S. Hot 100 | U.S. R&B | U.S. Rap | Album                |
| ---- | -------------------------------------------- | ------------ | -------- | -------- | -------------------- |
| 2005 | „Sittin' Sidewayz” (feat. Big Pokey)         | 93           | 34       | 24       | The Peoples Champ    |
| 2006 | „They Don’t Know” (feat. Mike Jones & Bun B) | —            | 71       | —        | The Peoples Champ    |
| 2006 | „Girl”                                       | 35           | 42       | 7        | The Peoples Champ    |
| 2007 | „Break 'Em Off” (feat. Lil Keke)             | 72           | 58       | 21       | Get Money, Stay True |
| 2007 | „I’m Throwed” (feat. Jermaine Dupri)         | 87           | 47       | 21       | Get Money, Stay True |
| 2008 | „Bizzy Body” (feat. Webbie & Mouse)          | —            | 49       | —        | Fast Life            |
| 2010 | „I’m on Patron”                              | —            | —        | —        | Heart of a Champion  |

### Gościnnie
| Rok  | Utwór | U.S. Hot 100 | U.S. R&B | U.S. Rap | Album                               |
| ---- | --- | ------------ | -------- | -------- | ----------------------------------- |
| 2004 | „Still Tippin'” (Mike Jones feat. Slim Thug & Paul Wall)                                                               | 60           | 25       | 14       | Who Is Mike Jones?                  |
| 2005 | „What You Been Drankin On?” (Jim Jones feat. P. Diddy, Paul Wall & Jha Jha)                                            | 50           | 30       | 15       | Harlem: Diary of a Summer           |
| 2005 | „I Got Dat Drank” (Frayser Boy feat. Mike Jones & Paul Wall)                                                           | —            | —        | —        | Me Being Me                         |
| 2005 | „Draped Up” (Remix) (Bun B feat. Lil’ Keke, Slim Thug, Chamillionaire, Paul Wall, Mike Jones, Aztek, Lil Flip, & Z-Ro) | —            | 45       | —        | Trill                               |
| 2005 | „Grillz” (Nelly feat. Paul Wall, Ali & Gipp)                                                                           | 1            | 2        | 1        | Sweatsuit                           |
| 2005 | „Still on It” (Ashanti feat. Paul Wall & Method Man)                                                                   | —            | 55       | —        | Collectables by Ashanti             |
| 2005 | „I’m N Luv (Wit a Stripper)” (Remix) (T-Pain feat. Twista, Pimp C, Paul Wall, R. Kelly, MJG, & Too Short)              | 5            | 10       | —        | Rappa Ternt Sanga                   |
| 2006 | „Drive Slow” (Remix) (Kanye West feat. Paul Wall, GLC, & T.I.)                                                         | —            | 42       | —        | Late Registration/The Peoples Champ |
| 2006 | „Holla at Me” (DJ Khaled feat. Lil Wayne, Paul Wall, Fat Joe, Rick Ross, & Pitbull)                                    | 59           | 24       | 15       | Listenn... the Album                |
| 2006 | „Way I Be Leanin'” (Juvenile feat. Mike Jones, Paul Wall, Skip, & Wacko)                                               | —            | 118      | —        | Reality Check                       |
| 2006 | „About Us” (Brooke Hogan feat. Paul Wall)                                                                              | 33           | —        | —        | Undiscovered                        |
| 2010 | „The Main Event” (Chamillionaire feat. Dorrough, Paul Wall & Slim Thug)                                                | —            | —        | —        | Venom                               |

## Występy gościnne
- 2005: „Throwed Off” (Baby Bash feat. Paul Wall & Natalie)
- 2005: „American Pie” (Chingo Bling feat. Mike Jones & Paul Wall)
- 2005: „What Ya Know About” (Mike Jones feat. Paul Wall & Killa Kyleon)
- 2005: „Machete Reloaded” (Daddy Yankee feat. Paul Wall)
- 2006: „All Eyes On Me” (LeToya Luckett feat. Paul Wall)
- 2006: „Cadillac” (Trae feat. Paul Wall, Three 6 Mafia, Jay'ton & Lil Boss)
- 2006: „Make Dat Pussy Pop” (Tha Dogg Pound feat. Paul Wall)
- 2006: „That’s A Bet” (JR Writer feat. Paul Wall)
- 2007: „This Ain’t a Scene, It’s an Arms Race” (Extended Remix) (Fall Out Boy feat. Travis McCoy, Tyga, Kanye West, Paul Wall, Skinhead Rob, Lupe Fiasco & Lil Wayne)
- 2007: „Hit 'Em Up” (DJ Khaled feat. Bun B & Paul Wall)
- 2007: „Southside Thang” (Chingo Bling feat. Paul Wall)
- 2008: „Let The Trunk Pop”  (Fade Dogg feat. Paul Wall)
- 2008: „Hard Tops & Drops” (Keak Da Sneak feat. Paul Wall & Scoot)
- 2008: „On Citas” (Keak Da Sneak feat. Paul Wall & Chingo Bling)
- 2008: „Get the Fuck Outta Here” (Tech N9ne feat. Paul Wall & The Popper)
- 2008: „She Wanna Go” (Colby O’Donis feat. Paul Wall)
- 2008: „On My Feet” (Skatterman & Snug Brim feat. Paul Wall)
- 2008: „How To Act” (DJ Pharris feat. Lil Scrappy, Shawnna, Rich Boy & Paul Wall)
- 2008: „2 MPH” (Mistah F.A.B. feat. Bun B, Paul Wall & Chamillionaire)
- 2008: „Won't Let You Down (Texas Takeover Remix)” (Chamillionaire feat. K-Ci, Slim Thug, Lil’ Keke, Mike Jones, Trae, Paul Wall, UGK & Z-Ro)
- 2008: „I'ma Boss” (Young Life feat. Lil Wayne & Paul Wall)
- 2008: „Obama '08” (z Bun B, Chamillionaire, Cory Mo & Trae)
- 2008: „Miles Away” (Warren G feat. Lil’ Keke & Paul Wall)
- 2009: „Top Drop” (Slim Thug feat. Paul Wall)
- 2009: „Welcome 2 Houston” (Slim Thug feat. Chamillionaire, Paul Wall, Mike Jones, UGK, Lil’ Keke, Z-Ro, Trae, Rob G, Lil’ O, Big Pokey, Mike D, Yung Redd)
- 2009: „Get It In”  (The Jacka feat. Paul Wall & Masspike Miles)
- 2010: „Paul And Paz”  (Vinnie Paz feat. Paul Wall & Block McCloud)
- 2010: „From H-town to Poznań”  (Kaczor feat. Paul Wall & Shellerini)